# Bernard Samson
Pour les articles homonymes, voir Samson (homonymie).
Bernard Samson, né le 12 décembre 1958 à Plancoët et mort le 10 juin 2025 à Pluduno , est un footballeur français des années 1980. Durant sa carrière, il évolue au poste de milieu de terrain puis de défenseur, principalement en Division 2. Avec le Stade rennais, son club formateur, il évolue également en Division 1 durant la saison 1983-1984. Il devient ensuite entraîneur.

## Biographie

### Jeunesse
Bernard Antoine Edmond Joseph Samson naît le 12 décembre 1958 à Plancoët, dans le département des Côtes-du-Nord, Bernard Samson est le fils de Joseph Samson, maire de la commune de 1956 à 1983, et conseiller général de 1970 à 1982,.

### Carrière
Il fait ses débuts de footballeur sous les couleurs de la Plancoëtine, le club de son village natal, avant de rejoindre le Stade briochin, où il évolue sous les ordres de Pierre Garcia. En 1980, il est recruté par le Stade rennais, et évolue d'abord principalement avec l'équipe réserve durant ses deux premières saisons. Il est ainsi sacré champion de France de Division 4 en 1981, mais fait également ses débuts professionnels, en disputant une première rencontre de deuxième division, le 27 février 1981 contre le FC Rouen au stade Robert-Diochon.
Lors de la saison 1982-1983, Bernard Samson est intégré à l'effectif professionnel du Stade rennais par Jean Vincent. D'abord aligné au milieu de terrain, et mis en concurrence avec Christian Zajaczkowski et Farès Bousdira, il recule ensuite au poste d'arrière droit, et cumule près de cent apparitions sous le maillot du Stade rennais en l'espace de trois saisons. Sa carrière professionnelle rennaise est marquée par deux montées en Division 1, entrecoupées d'une redescente immédiate. En 1983, le club breton obtient sa remontée dans l'élite, et est sacré champion de France de D2. Lors de la saison 1983-1984, Bernard Samson découvre ainsi la première division, et y dispute trente-trois rencontres, mais cette expérience se clôt par une dernière place au classement, et un retour en D2. Mais la saison suivante, le Stade rennais parvient à obtenir une remontée immédiate, au prix d'une longue série de matchs de barrage, conclue victorieusement aux tirs au but face au FC Rouen. Au cours de la séance, face au gardien rouennais Michel Bensoussan, Bernard Samson réussit le huitième tir de la série rennaise.
Toutefois, Bernard Samson ne retrouve pas la Division 1 en 1985. Il est prêté par le Stade rennais au SC Abbeville, et y dispute une nouvelle saison en Division 2, puis est transféré à l'En Avant de Guingamp, où il joue durant un an. En 1987, le défenseur part terminer sa carrière au Stade Léonard Kreisker de Saint-Pol-de-Léon, dont il est entraîneur-joueur durant six saisons en division 3 et 4 national, puis à la Léhonnaise. Il devient ensuite entraîneur de plusieurs clubs amateurs des Côtes-d'Armor, à Plancoët, Saint-Cast-le-Guildo, ou encore Frémur-Fresnaye.
Bernard Samson fête son jubilé en juillet 2000, en présence notamment de Jean Vincent, Philippe Tibeuf et Christophe Revel. Il meurt le 10 juin 2025 à Pluduno, à l’âge de 66 ans.

## Palmarès
Bernard Samson remporte deux titres sous les couleurs du Stade rennais : en 1981, il est sacré champion de France de Division 4 avec l'équipe réserve du club breton. Deux ans plus tard, en 1983, il obtient le titre de champion de France de D2.

## Statistiques
| Saison                | Club                  | Championnat           | Championnat | Championnat | Coupe(s) nationale(s) | Coupe(s) nationale(s) | Total | Total |
| Saison                | Club                  | Division              | M.          | B.          | M.                    | B.                    | M.    | B.    |
| 1980-1981             | Stade rennais FC      | Division 2            | 1           | 0           | 0                     | 0                     | 1     | 0     |
| 1981-1982             | Stade rennais FC      | Division 2            | 0           | 0           | 0                     | 0                     | 0     | 0     |
| 1982-1983             | Stade rennais FC      | Division 2            | 33          | 6           | 3                     | 2                     | 36    | 8     |
| 1983-1984             | Stade rennais FC      | Division 1            | 33          | 1           | 2                     | 0                     | 35    | 1     |
| 1984-1985             | Stade rennais FC      | Division 2            | 21          | 1           | 2                     | 0                     | 23    | 1     |
| 1985-1986             | SC Abbeville (prêt)   | Division 2            | 30          | 0           | 1                     | 0                     | 31    | 0     |
| 1986-1987             | En Avant de Guingamp  | Division 2            | 27          | 3           | 1                     | 0                     | 28    | 3     |
| Total sur la carrière | Total sur la carrière | Total sur la carrière | 145         | 11          | 9                     | 2                     | 154   | 13    |